# Arthur Space
Charles Arthur Space (New Brunswick, 12 ottobre 1908 – Hollywood, 13 gennaio 1983) è stato un attore statunitense.
È apparso in oltre 170 film dal 1941 al 1980 ed ha recitato in più di cento produzioni per il piccolo schermo dal 1952 al 1981.

## Biografia
Arthur Space nacque a New Brunswick, in New Jersey, il 12 ottobre 1908. Iniziò a lavorare come attore in teatro e fece parte di diverse produzioni a Broadway fin dagli anni trenta. Dopo il debutto al cinema nei primi anni quaranta, nel 1944 lavorò con Stanlio e Ollio nel film Il grande botto, in cui interpretò l'eccentrico inventore Alva P. Hartley.
Dagli anni cinquanta fu interprete di diversi personaggi per serie televisive, tra cui il dottor Frank Weaver in 41 episodi della serie Lassie dal 1955 al 1964, Walter Cronan in 4 episodi della serie Crusader (1956), Gonzales in tre episodi della serie Zorro (1959), Herbert Brown in 58 episodi della serie Il magnifico King dal 1960 al 1962, e diede vita a numerosi personaggi minori in molti episodi di serie televisive collezionando diverse apparizioni come guest star dagli anni cinquanta agli anni ottanta. Il ruolo del veterinario Doc Weaver in Lassie è probabilmente il suo personaggio più conosciuto
La sua carriera per gli schermi cinematografici conta diverse partecipazioni; tra i personaggi a cui diede vita si possono citare Jess Hogan in Last of the Pony Riders (1953), Foley in Orgoglio di razza (1955) e il dottor Sharman in A 30 milioni di Km dalla Terra (1957).
Terminò la carriera televisiva interpretando Ezra Cawley nell'episodio Deadly Impact della serie Uno sceriffo contro tutti che fu mandato in onda il 24 marzo 1981, mentre per gli schermi cinematografici l'ultimo ruolo che interpretò fu quello nel film On the Nickel (1980).
Morì a Hollywood, in California, il 13 gennaio 1983, all'età di settantaquattro anni.

## Filmografia

### Cinema
- Riot Squad (1941)
- The Bugle Sounds (1942)
- Don't Talk (1942)
- Rio Rita (1942)
- Gente allegra (Tortilla Flat) (1942)
- Grand Central Murder (1942)
- Enemy Agents Meet Ellery Queen (1942)
- Tish (1942)
- Prigionieri del passato (Random Harvest) (1942)
- Quiet Please: Murder (1942)
- La grande fiamma (Reunion in France) (1942)
- La doppia vita di Andy Hardy (Andy Hardy's Double Life) (1942)
- Tennessee Johnson (1942)
- They Came to Blow Up America (1943)
- Appointment in Berlin (1943)
- This Is the Army (1943)
- Il difensore di Manila (Salute to the Marines) (1943)
- Joko l'australiano (The Man from Down Under) (1943)
- Swing Shift Maisie (1943)
- I maestri di ballo (The Dancing Masters) (1943)
- Joe il pilota (A Guy Named Joe) (1943)
- Whistling in Brooklyn (1943)
- Cinque maniere di amare (Ladies Courageous) (1944)
- The Ghost That Walks Alone (1944)
- Crepi l'astrologo (The Heavenly Body) (1944)
- Rationing (1944)
- La nave senza nome (Wing and a Prayer) (1944)
- Wilson (1944)
- Il matrimonio è un affare privato (Marriage Is a Private Affair) (1944)
- The Big Noise (1944)
- Strange Affair (1944)
- The Mark of the Whistler (1944)
- La donna del ritratto (The Woman in the Window) (1944)
- Missione segreta (Thirty Seconds Over Tokyo) (1944)
- Dark Shadows (1944)
- Marisa (Music for Millions) (1944)
- Gentle Annie (1944)
- This Man's Navy (1945)
- Leave It to Blondie (1945)
- L'ora di New York (The Clock) (1945)
- Il figlio di Lassie (Son of Lassie) (1945)
- The Seesaw and the Shoes (1945)
- Baciami e lo saprai! (Twice Blessed) (1945)
- The Hidden Eye (1945)
- Il sole spunta domani (Our Vines Have Tender Grapes) (1945)
- Un'arma nella sua mano (A Gun in His Hand) (1945)
- Gianni e Pinotto a Hollywood (Bud Abbott and Lou Costello in Hollywood) (1945)
- The Great American Mug (1945)
- Purity Squad (1945)
- The Crimson Canary (1945)
- Mysterious Intruder (1946)
- Lost City of the Jungle (1946)
- Bascomb il mancino (Bad Bascomb) (1946)
- The Man Who Dared (1946)
- Our Old Car (1946)
- Minorenni pericolose (Boys' Ranch) (1946)
- Il coraggio di Lassie (Courage of Lassie) (1946)
- Black Beauty (1946)
- The Mysterious Mr. Valentine (1946)
- Gentleman Joe Palooka (1946)
- Child of Divorce (1946)
- Home in Oklahoma (1946)
- The Cockeyed Miracle (1946)
- The Secret of the Whistler (1946)
- La magnifica bambola (Magnificent Doll) (1946)
- That Brennan Girl (1946)
- Femmina (Mr. District Attorney) (1947)
- La colpa di Janet Ames (The Guilt of Janet Ames) (1947)
- La casa rossa (The Red House) (1947)
- Millie's Daughter (1947)
- Heartaches, regia di Basil Wrangell (1947)
- Rustlers of Devil's Canyon (1947)
- The Crimson Key (1947)
- Cercate quell'uomo (Key Witness) (1947)
- The Invisible Wall, regia di Eugene Forde (1947)
- Gli affari di suo marito (Her Husband's Affairs) (1947)
- Big Town After Dark (1947)
- Io non t'inganno t'amo! (I Love Trouble) (1948)
- La lunga attesa (Homecoming) (1948)
- Lo strano Mr. Jones (The Fuller Brush Man) (1948)
- Sul fiume d'argento (Silver River) (1948)
- Un sudista del Nord (A Southern Yankee) (1948)
- La quercia dei giganti (Tap Roots) (1948)
- La grande minaccia (Walk a Crooked Mile) (1948)
- Richiamo d'ottobre (The Return of October) (1948)
- Giovanna d'Arco (Joan of Arc) (1948)
- Falchi in picchiata (Fighter Squadron) (1948)
- Viso pallido (The Paleface) (1948)
- Fiori nel fango (Shockproof) (1949)
- The Lone Wolf and His Lady (1949)
- El Paso (1949)
- Il sig. Belvedere va in collegio (Mr. Belvedere Goes to College) (1949)
- Come divenni padre (Sorrowful Jones) (1949)
- La sete dell'oro (Lust for Gold), regia di Sylvan Simon e George Marshall (1949)
- Fate il vostro gioco (Any Number Can Play) (1949)
- Amaro destino (House of Strangers) (1949)
- Segretaria tutto fare (Miss Grant Takes Richmond) (1949)
- Ultimatum a Chicago (Chicago Deadline) (1949)
- Mary Ryan, Detective (1949)
- L'uomo che era solo (Father Is a Bachelor) (1950)
- Roba da matti (The Good Humor Man) (1950)
- The Vanishing Westerner (1950)
- The Happy Years (1950)
- Accidenti che ragazza! (The Fuller Brush Girl) (1950)
- La città del terrore (The Killer That Stalked New York) (1950)
- Tomahawk - Scure di guerra (Tomahawk) (1951)
- Night Riders of Montana (1951)
- Le vie del cielo (Three Guys Named Mike) (1951)
- Marmittoni al fronte (Up Front) (1951)
- Her First Romance, regia di Seymour Friedman (1951)
- Government Agents vs Phantom Legion (1951)
- Chain of Circumstance, regia di Will Jason (1951)
- Avvocati criminali (Criminal Lawyer) (1951)
- Utah Wagon Train (1951)
- L'avventuriero delle Ande (The Barefoot Mailman) (1951)
- Jet Job (1952)
- African Treasure (1952)
- L'autocolonna rossa (Red Ball Express) (1952)
- Sound Off (1952)
- Il caporale Sam (Jumping Jacks) (1952)
- Here Come the Marines (1952)
- So che mi ucciderai (Sudden Fear) (1952)
- Fargo - La valle dei desperados (Fargo) (1952)
- Feudin' Fools (1952)
- Rainbow 'Round My Shoulder (1952)
- Perdonami se mi ami (Because of You) (1952)
- Essi vivranno! (Battle Circus) (1953)
- I professori non mangiano bistecche (Confidentially Connie) (1953)
- Canadian Mounties vs. Atomic Invaders (1953)
- Sogno di boheme (So This Is Love) (1953)
- Il traditore di Forte Alamo (The Man from the Alamo) (1953)
- Clipped Wings (1953)
- Last of the Pony Riders (1953)
- Il comandante del Flying Moon (Back to God's Country) (1953)
- The Eddie Cantor Story (1953)
- I rinnegati del Wyoming (Wyoming Renegades) (1954)
- Yankee pascià (Yankee Pasha) (1954)
- Il circo delle meraviglie (Ring of Fear) (1954)
- È nata una stella (A Star Is Born) (1954)
- Obbiettivo Terra (Target Earth) (1954)
- Rullo di tamburi (Drum Beat) (1954)
- Il calice d'argento (The Silver Chalice) (1954)
- Panther Girl of the Kongo (1955)
- L'agente speciale Pinkerton (Rage at Dawn) (1955)
- Bandiera di combattimento (The Eternal Sea) (1955)
- Orgoglio di razza (Foxfire) (1955)
- Gli ostaggi (A Man Alone) (1955)
- I pionieri dell'Alaska (The Spoilers) (1955)
- L'assassino è perduto (The Killer Is Loose) (1956)
- Scialuppe a mare (Away All Boats) (1956)
- L'aquila solitaria (The Spirit of St. Louis) (1957)
- A 30 milioni di Km dalla Terra (20 Million Miles to Earth) (1957)
- St. Louis Blues, regia di Allen Reisner (1958)
- Il capitano dei mari del Sud (Twilight for the Gods) (1958)
- La notte senza legge (Day of the Outlaw) (1959)
- Scandalo al sole (A Summer Place) (1959)
- I mastini del West (Gunfighters of Abilene) (1960)
- Taggart 5000 dollari vivo o morto (Taggart) (1964)
- The Shakiest Gun in the West (1968)
- Il solitario di rio grande (Shoot Out) (1971)
- Pomi d'ottone e manici di scopa (Bedknobs and Broomsticks) (1971)
- A cena con la signora omicidi (Terror House) (1972)
- Frasier, the Sensuous Lion (1973)
- Il morso del pipistrello (The Bat People) (1974)
- Herbie il maggiolino sempre più matto (Herbie Rides Again) (1974)
- L'uomo più forte del mondo (The Strongest Man in the World) (1975)
- Terrore nel buio (Mansion of the Doomed) (1976)
- Swarm (The Swarm), regia di Irwin Allen (1978)
- Promises in the Dark (1979)
- On the Nickel (1980)

### Televisione
- Missione pericolosa (Dangerous Assignment) – serie TV, 2 episodi (1952)
- Death Valley Days – serie TV, 4 episodi (1952-1959)
- The Amos 'n Andy Show – serie TV, un episodio (1952)
- The Ford Television Theatre – serie TV, un episodio (1953)
- Lux Video Theatre – serie TV, un episodio (1953)
- The Lineup – serie TV, 2 episodi (1954-1955)
- Adventures of Superman – serie TV, 2 episodi (1954-1955)
- Le avventure di Gene Autry (The Gene Autry Show) – serie TV, 4 episodi (1954-1955)
- Four Star Playhouse – serie TV, 3 episodi (1954-1956)
- Studio 57 – serie TV, 2 episodi (1954-1956)
- Lassie – serie TV, 41 episodi (1954-1964)
- City Detective – serie TV, un episodio (1954)
- The Public Defender – serie TV, un episodio (1954)
- Topper – serie TV, episodio 1x28 (1954)
- Annie Oakley – serie TV, 2 episodi (1954)
- Stories of the Century – serie TV, un episodio (1954)
- I segreti della metropoli (Big Town) – serie TV, un episodio (1954)
- Le leggendarie imprese di Wyatt Earp (The Life and Legend of Wyatt Earp) – serie TV, 2 episodi (1955-1959)
- Medic – serie TV, un episodio (1955)
- The Pepsi-Cola Playhouse – serie TV, un episodio (1955)
- Soldiers of Fortune – serie TV, un episodio (1955)
- Fireside Theatre – serie TV, un episodio (1955)
- Alfred Hitchcock presenta (Alfred Hitchcock Presents) – serie TV, un episodio (1955)
- Telephone Time – serie TV, episodio 1x04 (1956)
- Passport to Danger – serie TV, un episodio (1956)
- Jane Wyman Presents The Fireside Theatre – serie TV, 2 episodi (1956)
- Crusader – serie TV, 4 episodi (1956)
- I racconti del West (Zane Grey Theater) – serie TV, un episodio (1956)
- Broken Arrow – serie TV, 2 episodi (1957-1958)
- General Electric Theater – serie TV, 2 episodi (1957-1958)
- Avventure in elicottero (Whirlybirds) – serie TV, 3 episodi (1957-1959)
- Tales of Wells Fargo – serie TV, 3 episodi (1957-1960)
- Here Comes Tobor – film TV (1957)
- Climax! – serie TV, episodio 3x33 (1957)
- State Trooper – serie TV, un episodio (1957)
- The Californians – serie TV, un episodio (1957)
- Trackdown – serie TV, un episodio (1957)
- Sheriff of Cochise – serie TV, un episodio (1957)
- Official Detective – serie TV, un episodio (1957)
- Colt.45 – serie TV, 4 episodi (1958-1960)
- Disneyland – serie TV, 2 episodi (1958-1961)
- Carovane verso il west (Wagon Train) – serie TV, 5 episodi (1958-1964)
- Perry Mason – serie TV, 4 episodi (1958-1964)
- The Restless Gun – serie TV, episodio 1x17 (1958)
- Cimarron City – serie TV, un episodio (1958)
- Bronco – serie TV, 3 episodi (1959-1960)
- Il carissimo Billy (Leave It to Beaver) – serie TV, un episodio (1959)
- 26 Men – serie TV, episodi 2x15-2x17 (1959)
- Ricercato vivo o morto (Wanted: Dead or Alive) – serie TV, episodio 1x25 (1959)
- Zorro – serie TV, 3 episodi (1959)
- Bat Masterson – serie TV, un episodio (1959)
- U.S. Marshal – serie TV, un episodio (1959)
- Philip Marlowe – serie TV, episodio 1x07 (1959)
- Dennis the Menace – serie TV, un episodio (1959)
- Laramie – serie TV, un episodio (1959)
- Tightrope – serie TV, un episodio (1959)
- Wichita Town – serie TV, episodio 1x12 (1959)
- Il magnifico King (National Velvet) – serie TV, 58 episodi (1960-1962)
- Bonanza – serie TV, 2 episodi (1960-1962)
- This Man Dawson – serie TV, un episodio (1960)
- Have Gun - Will Travel – serie TV, episodio 3x21 (1960)
- Man with a Camera – serie TV, episodio 2x14 (1960)
- Overland Trail – serie TV, un episodio (1960)
- The Rifleman – serie TV, un episodio (1960)
- Johnny Ringo – serie TV, un episodio (1960)
- Il tenente Ballinger (M Squad) – serie TV, un episodio (1960)
- Il virginiano (The Virginian) – serie TV, 2 episodi (1964-1969)
- La grande vallata (The Big Valley) – serie TV, 3 episodi (1965-1968)
- Selvaggio west (The Wild Wild West) – serie TV, 3 episodi (1965-1968)
- Broadside – serie TV, un episodio (1965)
- Daniel Boone – serie TV, un episodio (1966)
- Viaggio in fondo al mare (Voyage to the Bottom of the Sea) – serie TV, un episodio (1967)
- Iron Horse – serie TV, un episodio (1967)
- Ironside – serie TV, 3 episodi (1968-1972)
- Al banco della difesa (Judd for the Defense) – serie TV, un episodio (1968)
- The Outsider – serie TV, episodio 1x01 (1968)
- Arrivano le spose (Here Come the Brides) – serie TV, un episodio (1968)
- Mayberry R.F.D. – serie TV, un episodio (1969)
- Giovani avvocati (The Young Lawyers) – serie TV, episodio 1x02 (1970)
- The Bold Ones: The Senator – serie TV, un episodio (1970)
- The Bold Ones: The Lawyers – serie TV, un episodio (1970)
- Lo sceriffo del sud (Cade's County) – serie TV, un episodio (1971)
- Ma and Pa – film TV (1974)
- Marcus Welby (Marcus Welby, M.D.) – serie TV, un episodio (1974)
- Rhoda – serie TV, un episodio (1974)
- Squadra emergenza (Emergency!) – serie TV, un episodio (1975)
- L'uomo da sei milioni di dollari (The Six Million Dollar Man) – serie TV, un episodio (1975)
- Medical Center – serie TV, un episodio (1975)
- The Lindbergh Kidnapping Case – film TV (1976)
- Alice – serie TV, un episodio (1976)
- La casa nella prateria (Little House on the Prairie) – serie TV, episodio 3x08 (1976)
- Kojak – serie TV, un episodio (1977)
- Lou Grant – serie TV, 3 episodi (1978-1981)
- Baretta – serie TV, un episodio (1978)
- Una famiglia americana (The Waltons) – serie TV, un episodio (1978)
- Hot Rod – film TV (1979)
- Angie – serie TV, un episodio (1979)
- CBS Library – serie TV, un episodio (1980)
- Charlie's Angels – serie TV, un episodio (1980)
- Uno sceriffo contro tutti (Walking Tall) – serie TV, un episodio (1981)

## Doppiatori italiani
Nelle versioni in italiano delle opere in cui ha recitato, Arthur Space è stato doppiato da:
- Silvano Tranquilli in La casa nella prateria
- Arturo Dominici in Charlie's Angels
- Andrea Costa in Zorro (ridoppiaggio)